# Aristolochioideae
Aristolochioideae je biljna potporodica, dio porodice kopitnjakovki (Aristolochiaceae).
Sastoji se od dva tribusa, i najmanje dva roda. Rodove Endodeca i Isotrema, Kew tretira kako sinonime za Aristolochia.

## Tribusi i rodovi
1. Tribus Apameae Soler.
  1. Thottea Rottb. (44 spp.)
2. Tribus Aristolochieae Dumort. ex Spach
  1. Endodeca Raf. (2 spp.)
  2. Isotrema Raf. (111 spp.)
  3. Aristolochia L. (430 spp.)